# アンナ・エスパル
アンナ・エスパル・リャケット（Anna Espar Llaquet、1993年1月8日 - ）は、スペイン・カタルーニャ州バルセロナ県バルセロナ出身の女子水球選手。水球女子スペイン代表。
2013年にスペインのバルセロナで開催された2013年世界水泳選手権で優勝した。妹のクララ・エスパルも水球選手である。

## 経歴
1993年にスペインのカタルーニャ州バルセロナ県バルセロナに生まれた。2012年にはアメリカ合衆国の南カリフォルニア大学に進学した。
2012年にはイギリスで開催されたロンドンオリンピック水球競技に出場し、水球女子スペイン代表は銀メダルを獲得した。スペイン代表はグループリーグを1位で通過した後に、準々決勝で水球女子イギリス代表を、準決勝で水球女子ハンガリー代表を倒したものの、決勝で水球女子アメリカ合衆国代表に敗れている。自身は15得点を挙げて優秀選手賞を受賞した。同年にはヨーロッパの最優秀選手賞であるLEN年間最優秀水球選手賞を受賞した。